# Villa York
Villa York è una villa romana immersa nella Valle dei Casali, nel suburbio S.VIII Gianicolense, nel territorio del Municipio Roma XII.
Non è lontana da Villa Doria Pamphilj, Complesso del Buon Pastore, Casal Ninfeo e con vista sulla cupola di S. Pietro.

## Storia
Prende il nome dal cardinale Enrico Benedetto Stuart, duca di York, nipote di Giacomo II d'Inghilterra, del ramo cattolico degli Stuart che, alla fine del XVII secolo, in seguito alla Gloriosa rivoluzione, era stato escluso dal trono inglese. Precedentemente la villa era nota come Villa Baldinotti o Bichi Ruspoli. Nel 1647 Zenobio Baldinotti acquistò un fondo, prima proprietà ecclesiastica denominata Casal di Marcello, e iniziò la costruzione di una villa barocca e della Chiesa di Santa Chiara a Villa York, avvalendosi dell'opera di Pietro Paolo Drei. Nel 1697 la villa divenne di proprietà della marchesa Girolama Bichi Ruspoli, che si avvalse del pittore Giovanni Ulisse Cariaci per le decorazioni.
Passata al principe Benedetto Giustiniani fino al 1804, divenne poi proprietà appunto del duca di York, fino al 1808, ed infine dei Silvestri e dei Troiani. La villa divenne una tipica azienda agricola e per questo pervenne in proprietà della Federconsorzi; fu poi coinvolta nella complessa vicenda della procedura concorsuale di quest'ente pubblico, con proposte di scambio da parte di immobiliaristi. La tenuta denominata "Villa York" è stata venduta a privati nel febbraio 2017. Nel 2022 sono iniziati imponenti lavori di restauro, che dovrebbero concludersi nel 2025, al fine di rendere la villa una location per esclusivi eventi di lusso.

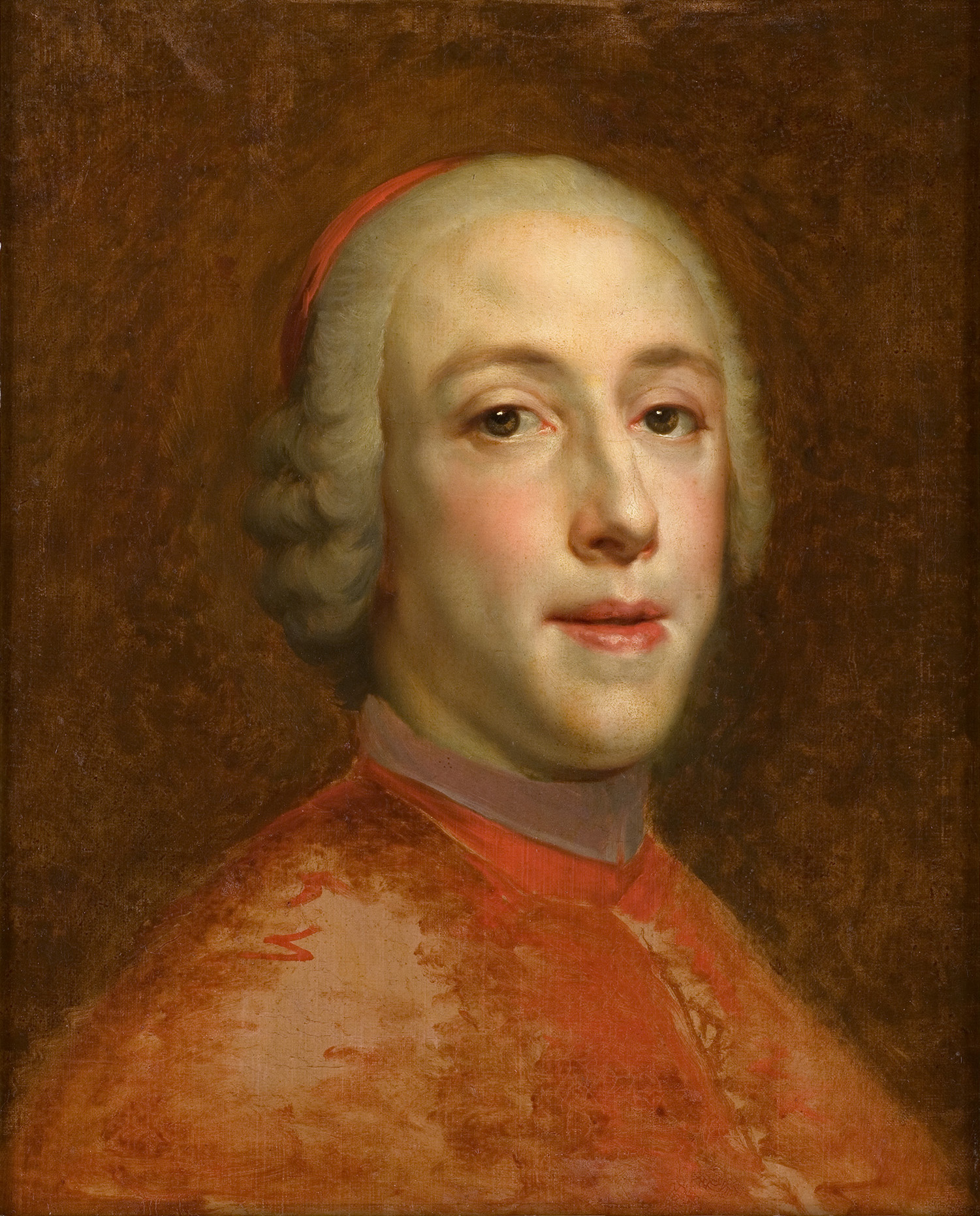
Il cardinale Benedetto York, che ha dato il nome alla villa
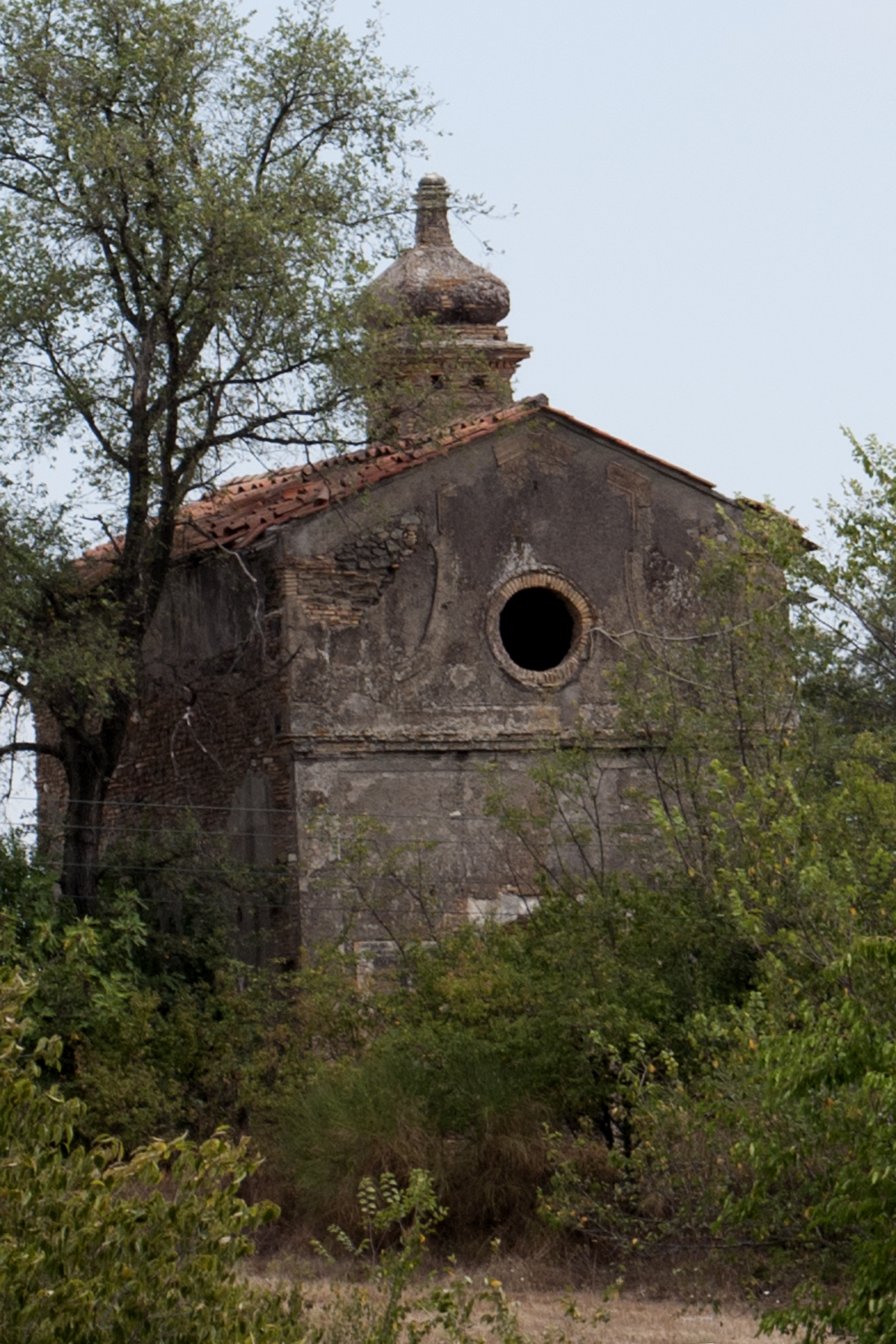
Chiesa Santa Chiara vista dal Parco dei Martiri di Forte Bravetta